# Kommunalwahl in der Türkei 1999

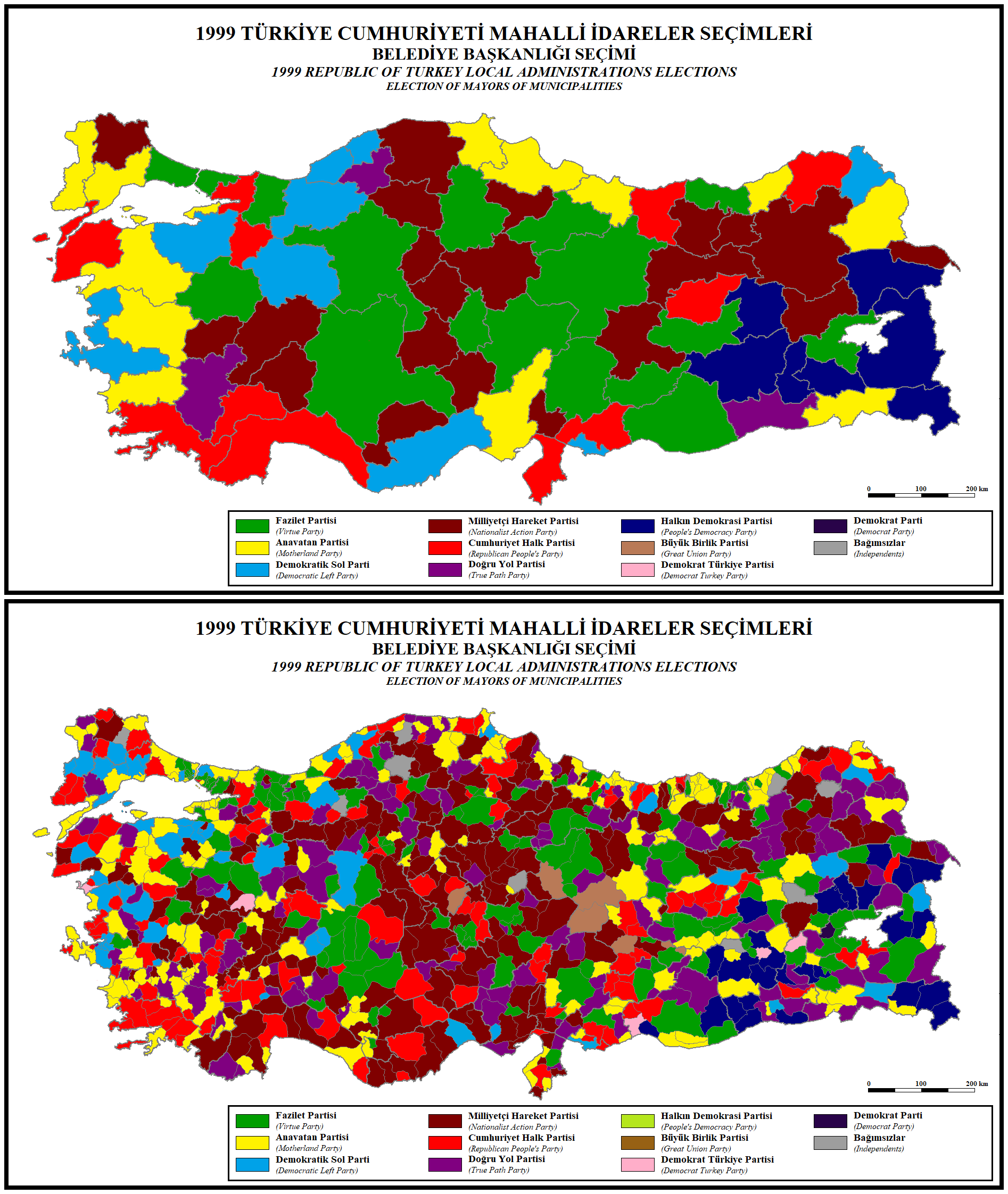
Karte der von Parteien gewonnenen Provinzen (oben) und Bezirke (unten)

Die 12. Kommunalwahlen der Republik Türkei fanden am 18. April 1999 statt. Sie fanden zum ersten Mal in der türkischen Geschichte am selben Tag wie die Parlamentswahlen statt. Wahlsieger wurde die Demokratische Linkspartei von Bülent Ecevit. Die Wahlergebnisse sehen wie folgt aus:

## Ergebnisse
Provinzparlamente
| Partei                                | Vorsitzender          | Stimmen    | Anteil   | ±      |
| ------------------------------------- | --------------------- | ---------- | -------- | ------ |
| Demokratische Linkspartei             | Bülent Ecevit         | 5.885.132  | 18,70 %  | ▲10,00 |
| Partei der Nationalistischen Bewegung | Devlet Bahçeli        | 5.401.597  | 17,17 %  | ▲9,22  |
| Tugendpartei                          | Recai Kutan           | 5.185.831  | 16,48 %  | — a    |
| Mutterlandpartei                      | Mesut Yılmaz          | 4.730.711  | 15,03 %  | ▼6,04  |
| Partei des Rechten Weges              | Tansu Çiller          | 4.157.262  | 13,21 %  | ▼8,32  |
| Republikanische Volkspartei           | Deniz Baykal          | 3.487.483  | 11,08 %  | ▲6,47  |
| Partei der Volksdemokratie            | Murat Bozlak          | 1.094.761  | 3,48 %   | — a    |
| Große Einheitspartei                  | Muhsin Yazıcıoğlu     | 540.239    | 1,72 %   | ▲0,38  |
| Partei der Demokratischen Türkei      | Hüsamettin Cindoruk   | 292.224    | 0,93 %   | — a    |
| Partei der Freiheit und Solidarität   | Ufuk Uras             | 263.814    | 0,84 %   | — a    |
| Partei der Nation                     | Aykut Edibali         | 86.481     | 0,27 %   | ▼0,18  |
| Partei des Friedens                   | Ali Haydar Veziroğlu  | 67.448     | 0,21 %   | — a    |
| Arbeiterpartei                        | Doğu Perinçek         | 66.175     | 0,21 %   | ▼0,07  |
| Unabhängig                            |                       | 56.879     | 0,18 %   | ▼0,16  |
| Demokratenpartei                      | Korkut Özal           | 41.947     | 0,13 %   | ▼0,40  |
| Liberaldemokratische Partei           | Besim Tibuk           | 30.314     | 0,10 %   | — a    |
| Arbeitspartei                         | Abdullah Levent Tüzel | 29.499     | 0,09 %   | — a    |
| Sozialistische Regierungspartei       | Aydemir Güler         | 22.825     | 0,07 %   | — a    |
| Partei der Wiedergeburt               | Hasan Celal Güzel     | 17.335     | % 0,06   | ▼0,31  |
| Demokratie- und Friedenspartei        | Refik Karakoç         | 6.593      | % 0,02   | — a    |
| Partei der Wandelnden Türkei          | Gökhan Çapoğlu        | 3.143      | % 0,01   | — a    |
| GESAMT                                |                       | 31.467.693 | 100,00 % |        |
| a nicht reingekommen                  |                       |            |          |        |

Oberbürgermeister
| Großstadt  | Gewinner          | Partei                                |
| ---------- | ----------------- | ------------------------------------- |
| Adana      | Aytaç Durak       | Mutterlandpartei                      |
| Ankara     | Melih Gökçek      | Tugendpartei                          |
| Antalya    | Bekir Kumbul      | Republikanische Volkspartei           |
| Bursa      | Erdoğan Bilenser  | Demokratische Linkspartei             |
| Diyarbakır | Feridun Çelik     | Partei der Volksdemokratie            |
| Erzurum    | Mahmut Uykusuz    | Partei der Nationalistischen Bewegung |
| Eskişehir  | Yılmaz Büyükerşen | Demokratische Linkspartei             |
| Gaziantep  | Celal Doğan       | Republikanische Volkspartei           |
| Istanbul   | Ali Müfit Gürtuna | Tugendpartei                          |
| Izmir      | Ahmet Piriştina   | Demokratische Linkspartei             |
| Kayseri    | Mehmet Özhaseki   | Tugendpartei                          |
| Kocaeli    | Sefa Sirmen       | Republikanische Volkspartei           |
| Konya      | Mustafa Özkafa    | Tugendpartei                          |
| Mersin     | Macit Özcan       | Demokratische Linkspartei             |
| Samsun     | Yusuf Ziya Yılmaz | Mutterlandpartei                      |